# Blepharotes rischbiethi
Blepharotes rischbiethi là một loài ruồi trong họ Asilidae. Blepharotes rischbiethi được Lavigne & Young miêu tả năm 2009. Loài này phân bố ở miền Australasia.